# Зидарово
Зидарово е село в Югоизточна България. То се намира в община Созопол, област Бургас.

## География
Зидарово се намира на стратегическо място, близо до планина и море – би могло да стане доста известно курортно селище, което да привлича множество почиващи на атрактивни цени.
През него преминава река Факийска, която се влива в Мандренското езеро (язовир), най-голямото езеро на територията на Република България.
В Зидарово има забележителности, които си струва да се видят. Една от тях е Аязмото – носи се легенда, че преди време членове на комунистическата партия, под въздействието на алкохол, са го разрушили, но не след дълго те и техните семейства намерили смъртта си. В този параклис, наречен Аязмото, има лековит извор – носят се легенди, че слепите, които си измият очите, проглеждат. Говори се също, че желание, пожелано там, се сбъдва.

## История
Историята на селото е доста стара. Селото е основано през 17 век от преселници от село Свети Никола (днешно Черноморец). Първоначално селото се е казвало Дюлгерлий, но след края на Османското владичество селото е прекръстено на Зидарово. През 1913 г. вследствие геноцида и погрома над българското население в Одринска Тракия от страна турската армия, в село Зидарово се заселват десетки бежански семейства, главно от Лозенград и Бунархисар.  Селото е посещавано два пъти от Васил Левски.
През 1941 г. селото се споменава под името Дюлгери в архивен документ от Бургаската областна дирекция за състоянието на службите, настроенията и пропагандата сред населението.

## Население

### Етнически състав
Преброяване на населението през 2011 г.
Численост и дял на етническите групи според преброяването на населението през 2011 г.:
|                     | Численост |
| Общо                | 1122      |
| Българи             | 749       |
| Турци               | 164       |
| Цигани              | 203       |
| Други               | -         |
| Не се самоопределят | 5         |
| Неотговорили        | 1         |

## Религии
В село Зидарово живеят предимно православни християни, но сред населението има и протестантска общност.

## Културни и природни забележителности
- Аязмото
- Върбата
- Даръ дере
- Доган дере
- Дядовата Петкова воденица
- Дядовата Тодорова воденица
- Калето
- Ковчазов дол
- Куждержик
- Попов мост
- Широкия мост
- Иринков бей

## Редовни събития
Всяка година през вторият уикенд на месец май се провежда традиционният събор или така наречен панаир в селото.
Кукеров ден се празнува през пролетта на Месни заговезни, като се събират съселяни от цяла България. Кукерите са запазили автентични кожени костюми. Носят маски на лицата си и дървени калъчи, пояси със звънци, тук наричани тучове на кръста. Изпълняват древните обичаи. В групата на кукерите атракция са булката, арачара и дяволчетата, които цапат със сажди, за здраве и берекет. Празникът събира множество хора от селото и такива, които живеят и работят извън селото. Много населени места от цялата страна са взаимствали от традициите на зидаровския Кукеров ден.  Това е един много голям празник за селото. На следващата седмица на Сирни Заговезни се палят огньове и цяла вечер се празнува, преди на следващия ден да започнат Великденските пости.
През годините местните хора възстановиха и празника на Аязмото. През първият петък след Великден, се събират хора от село и околията и се дават курбани за здраве. Празника е известен още, като малкия събор. Има много музика и почерпка за здраве, а ако има желаещи деца, ги пускат да се преборят.
Традициите в Зидарово са запазени от години, а заедно с традициите жителите са съхранили и уважението към своите родители и прародители.

## Други
Един от най-големите дарители в Бургаско, Александър Георгиев – Коджакафалията, е роден в село Зидарово. Поставен му е и паметник в центъра по инициатива на Христо Бардуков, общински съветник по това време, като за целта са събрани средства и материали от много дарители.
При създаването на ансамбъл „Филип Кутев“ са поканени да свирят музиканти от Зидарово, като Георги Тодоров-Генсо и Стоян Величков. От Зидарово са излезли и много добри строители – дюлгери, а може би и от там да произлиза името на селото.